# رايموند جوزيف غالاغير
رايموند جوزيف غالاغير (بالإنجليزية: Raymond Joseph Gallagher)‏ هو كاهن كاثوليكي وضابط أمريكي، ولد في 19 نوفمبر 1912 في كليفلاند في الولايات المتحدة، وتوفي في 7 مارس 1991.